# П'єтро Лоредан
П'єтро Лоредан (італ. Pietro Loredan) — 84-й венеційський дож.

## Біографія
Належав до давнього патриціанського роду. Третій син Альвізе Лоредана з гілки Санта-Панталон-делла-Фрескада та Ізабелли Бароцціз гілки Санта-Мойзе. У 1502 році став членом Великої ради. У 1509 та 1510 роках брав участь в обороні Падуї та Тревізо від французьких військ під час війни Камбрейської ліги. 1510 року призначається сопракоміто (командиром галери). У квітні 1511 року його обрали членом Сенату. Тут вимагав зменшення суми, яку жиди мали платити за свою «поведінку», та виніс рішення на користь союзу з Францією, також готовий продати Кремону та Г'яра-д'Адда в обмін на інші території.
У 1513 році він знову вирушив захищати Падую та Тревізо. У 1517 році він разом зі своїми братами озброїв корабель для перевезення прочан до Святої Землі, а 1518 року купив галеру в муді (торговельному каравані) на Александрійському маршруті (від Венеції до Єгипту).
1526 року увійшов до дзонти Ради десяти, де він контролював карбування монет та наглядав за підтримкою балансу між пропозицією золота та срібла, відповідав за торгівлю двома дорогоцінними металами. Але невдовзі його звинуватили у незаконному привласненні депозитів монетного двору. Його ув'язнили до повернення суми. 1528 року призначено проведитором уфіці, тобто наглядав за державними установами. У 1533 та 1534 роках його обирали сенатором і членом дзонти Сенату в 1535, 1536 та 1538 роках. У 1542 році стаж «мудрим торгівлі», тобто відповідав за всі види комерційної діяльності. Його фінансовий статок дозволив йому увійти до комітету гарантів Банка Пріулі.
У 1545 році був членом Ради сорока. Між 1546 і 1549 роками він кілька разів балотувався до Ради десяти, до якої, після чергового перебування в Сенаті, увійшов на початку 1550 року, ставши її головою. Потім він став членом Малої ради від округу Дорсодуро. 1550 року став одним з голів Ради десяти.
У 1551, 1552, 1554, 1556 та 1557 роках був членом дзонти Сенату, у 1557 роді стає членом Ради десяти, у 1551, 1553, 1554, 1557 роках — дзонти Ради десяти. У 1555, 1556 і 1559 роках був членом Малої ради. У 1559 році як член Ради сорока брав участь в обранні дожем Джироламо Пріулі.
29 листопада 1567 року був обраний дожем, що стало для нього несподіванкою. Після його обрання османські загрози проти Кіпру зростали дедалі більше, настільки, що тимчасово придушили суперечки між Венецією та Папською державою щодо ставлення до некатоликів та судів над анабаптистами. Лоредан виявив тверду рішучість у подоланні голоду, який охопив Венецію під час його правління. Через дефіцит зерна хліб довелося видавати за нормами.
Довелося придушувати пожежу, яку вважали підпалом і яка спустошила Арсенал 15 червня 1569 року. Того ж року п'ять приватних банків оголосили про банкрутство.
Навесні 1570 року османи активізували свою підготовку до війни: 28 березня султан Селім II надіслав ультиматум, у якому вимагав негайно поступитися йому Кіпром. Але дож активізував підготовку до оборони острову.
3 травня 1570 року помер від лихоманки. 7 травня державні похорони відбулися в соборі Святого Марка. Тіло дожа П'єтро Лоредана було перенесено до монастиря Сан-Джоббе та поховано у сімейному склепі.
Спочатку він одружився з Марією Паскуаліго, а потім у 1517 році одружився з Лукрецією Капелло з гілки Санта-Марія-Матер-Доміні. У П'єтро та Лукреції був лише один син Альвізе Лоредан.